# 애틀랜틱 애비뉴역 (BMT 캐나시 선)
애틀랜틱 애비뉴(영어: Atlantic Avenue) 역은 뉴욕 지하철 BMT 캐나시 선의 급행 환승역이다. 브루클린주 이스트뉴욕의 애틀랜틱 애비뉴와 스네디커 애비뉴(Snediker Avenue)의 교차로에 위치하고 있으며, 전시간 L열차가 운행하고 있다.

## 역사
애틀랜틱 애비뉴 역은 1889년 7월 4일 BMT 풀턴 스트리트 선 부분, 1906년 7월 28일 BMT 캐나시 선 부분으로 각각 개장했다. 풀턴 스트리트 선 승강장은 1956년 4월 26일에 폐쇄되었다. 이 역은 1916년에 재건, 2002-2004년에 한번 더 재건되었다. 이 역은 이중계약 아키텍처의 가장 잘 보존된 예 중 하나로, 당시의 목공 및 철공 부분 상당수가 보존되었기 때문이다. 운임 관리 구역은 새로운 조명과 높고 둥근 창문으로 현대화되었다. 이 역은 애틀랜틱 애비뉴의 중앙부에 위치한 롱아일랜드 철도 이스트 뉴욕 역 바로 위에 있다.

## 이중 계약 재구축
| 4 승강장 | 북행        | ← 풀턴 스트리트 선 (자메이카 선 행 운행)                                     |
| 4 승강장 | 섬식 승강장 |                                                                              |
| 4 승강장 | 북행        | ← 캐나시 선                                                                  |
| 4 승강장 | 북행        | ← 풀턴 스트리트 선                                                           |
| 4 승강장 | 섬식 승강장 |                                                                              |
| 4 승강장 | 양방향      | ← 풀턴 스트리트 선 (혼잡 시간) →                                             |
| 4 승강장 | 남행        | → 풀턴 스트리트 선 → → 캐나시 선 및 풀턴 스트리트 선 (자메이카 선 발 운행) → |
| 4 승강장 | 섬식 승강장 |                                                                              |
| 4 승강장 | 남행        | → 캐나시 선 →                                                                |
| 3        | -           | 대합실                                                                       |
| 2        | -           | 애틀랜틱 애비뉴 도로                                                         |
| G        | 거리층      | 출구                                                                         |
| B1       | -           | 이스트 뉴욕 LIRR 역                                                          |

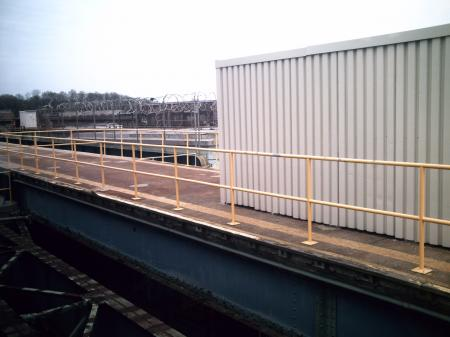
이중계약 당시의 동쪽 승강장

1916년 이중계약에 따라 재건되고 재구성된 이 역은 3면 6선의 섬식 승강장이었다. 섬식 승강장과 6개의 선로가 있었다. 서쪽 두 개의 섬식 승강장은 전형적인 4선로 급행역과 닮았고, 다른 섬식 승강장은 스네디커 애비뉴를 넘어 동쪽으로 한 블록이었다. 선로 및 승강장은 서쪽에서 동쪽 순으로, 남행 캐나시 선 선로, 섬식 승강장, 남행 풀턴 스트리트 고가 선로, 양방향 풀턴 스트리트 급행 고가 선로, 섬식 승강장, 북행 풀턴 스트리트 고가 선로, 북행 캐나시 선 선로, 섬식 승강장, 북행 풀턴 스트리트 고가 선로(자메이카 선 행)이다. 남행 풀턴 스트리트 고가 선로는 또한 캐나시 선 방향 자메이카 선 발 열차로도 이용될 수 있었다. 풀턴 스트리트 고가 선로와 캐나시 선 모두 이 역에 운행되는 동안 이러한 구성으로 이루어졌다. 풀턴 스트리트 고가철도 서쪽의 다음 정류장은 맨해튼 정션 역이었다. 동쪽의 다음 정류장은 이스턴 파크웨이 역, 그리고 후에 힌스데일 스트리트 역였다.

## 현재 구조
| P 승강장                               |                                                                              |                                     |
| 도상                                   | 운행 없음                                                                    |                                     |
| 섬식 승강장, 운행 노선 없음, 예비 영역 |                                                                              |                                     |
| 도상                                   | 운행 없음                                                                    |                                     |
| 북행                                   | ← 8번로 방면 (브로드웨이 정션 (캐나시)) (회송용: 브로드웨이 정션 (자메이카)) |                                     |
| 섬식 승강장, 왼쪽 출입문이 열림        |                                                                              |                                     |
| 남행                                   | → 락어웨이 파크웨이 방면 (서터 애비뉴) →                                     |                                     |
| M                                      | 대합실                                                                       | 운임 구역, 역무실                   |
| G                                      | 거리층                                                                       | 출구, 이스트 뉴욕 LIRR 역 방면 계단 |

1956년 풀턴 스트리트 고가철도(Fulton Street el)의 잔여 부분이 제거된 후, 캐나시 선은 계속해서 최서단 선로와 승강장을 남행으로, 그리고 동쪽의 두번째 선로와 과 승강장(스네디커 애비뉴 위)을 북행으로 이용했다. 가장 동쪽에 있는 선로는 제거되어 5개가 남아있다.
현재 가장 서쪽에 위치한 승강장은 두 선로가 모두 사용되고 있는 유일한 승강장이다. 이전 남행이었던 풀턴 고가철도(Fulton el) 선로는 현재 북행 선로가 되었으며, 2003년 서터 애비뉴 역 북쪽의 기존 캐나시 선과 연결되었다. 북행 캐나시 선을 이 선로에 연결하면서 스네디커 애비뉴 위의 급커브 구조물이 제거되었다. 3개 승강장 중심은 여전히 존재하지만, 예비 영역으로만 유지되고 있다. 가장 동쪽에 있는 승강장은 2003년 9월 열차 운행이 중단되어 일부를 제외하고 철거된 상태다. 풀턴 고가철도의 마지막 잔해와 스네디커 애비 위의 고가철도 부분을 포함하여 승강장과 관련된 다른 구조물들은 2003년 9월과 2004년 2월 사이에 철거되었다.
역 북쪽으로는 선로 하나가 북동쪽으로 갈라져 이스트 뉴욕 야드로 가고, 선로 둘은 브로드웨이 정션으로 향하며, 다른 선로 둘은 자메이카 선으로 연결된다. 이 마지막 두 선로는 정기적인 영업 운행에 사용되지 않으며, 1968년 이후로 사용이 중지되었다.
이 역은 2015-2016년에 개조되었다.

### 출구
역의 유일한 출구점은 대합실을 통한다. 대합실 북쪽 끝에서 두 개의 결합된 계단이 연결되어 있고, 애틀랜틱 애비뉴와 이스트뉴욕 애비뉴의 남동쪽 모퉁이로 가는 두 개의 작은 계단으로 갈라지기 전에 결합된 층계참에서 만난다. 또 다른 계단은 최동단 승강장 아래에 있는 대합실 일부에서 이어져 애틀랜틱 애비뉴와 스네디커 애비뉴 서남쪽 모퉁이로 이어진다.